# Parti social-démocrate du Kirghizistan
Pour les articles homonymes, voir Parti social-démocrate.
Le Parti social-démocrate du Kirghizistan (SDPK) est l'ancien parti politique le plus important du Kirghizistan. Fondé en 1993, il est représenté au parlement jusqu'aux élections législatives de 2020. Son dernier dirigeant est Sagynbek Abdrakhmanov (ru).
Il a été dirigé auparavant par Abdygani Erkebaïev (ky) et Almazbek Atambaev (élu président de la République en 2011). L'ancienne présidente Roza Otounbaïeva en a fait partie. Le SDPK a joué un rôle déterminant dans la révolution des Tulipes de 2005.